# ファイター (クリスティーナ・アギレラの曲)
「ファイター」(Fighter)は、アメリカ合衆国のシンガーソングライターのクリスティーナ・アギレラの楽曲。

## 解説
この曲は、4枚目のスタジオ・アルバム『ストリップト』から3枚目のシングルとして発売された。
ガンズ・アンド・ローゼスの楽曲「ノーヴェンバー・レイン」からインスパイアされている。
ミュージック・ビデオはフローリア・シジスモンディが監督を務めた、ビデオでは蛾がモチーフの一つとなっている。

## 収録曲
CDシングル
1. Fighter - 4:09
2. Fighter (Freelance Hellraiser Thug Pop Mix) - 5:13
3. Beautiful (Valentin Mix) - 5:55